# Cyclonyx
Cyclonyx is een geslacht van kreeftachtigen uit de klasse van de Malacostraca (hogere kreeftachtigen).

## Soort
- Cyclonyx frontalis (White, 1848)